# Municipio de Salt Lick
El municipio de Salt Lick (en inglés: Salt Lick Township) es un municipio ubicado en el condado de Perry en el estado estadounidense de Ohio. En el año 2010 tenía una población de 1262 habitantes y una densidad poblacional de 23,25 personas por km².

## Geografía
El municipio de Salt Lick se encuentra ubicado en las coordenadas 39°37′11″N 82°11′59″O / 39.61972, -82.19972. Según la Oficina del Censo de los Estados Unidos, el municipio tiene una superficie total de 54.28 km², de la cual 53,96 km² corresponden a tierra firme y (0,59 %) 0,32 km² es agua.

## Demografía
Según el censo de 2010, había 1262 personas residiendo en el municipio de Salt Lick. La densidad de población era de 23,25 hab./km². De los 1262 habitantes, el municipio de Salt Lick estaba compuesto por el 97,7 % blancos, el 0,08 % eran afroamericanos, el 0,08 % eran isleños del Pacífico y el 2,14 % eran de una mezcla de razas. Del total de la población el 0,32 % eran hispanos o latinos de cualquier raza.